# Johannes Wildner
Johannes Wildner (nacido en Mürzzuschlag en 1956) es un director de orquesta austriaco.
Wildner estudió dirección de orquesta, violín y musicología. Durante años ha sido miembro de la Filarmónica de Viena y de la orquesta de la Ópera Estatal de Viena. Tras desempeñar cargos como director principal de la Ópera Estatal de Praga (1994-95) y primer director permanente de la Ópera de Leipzig (1996-98), Johannes Wildner fue el director musical general de la Nueva Orquesta Filarmónica de Westfalia (Alemania) durante diez años desde 1997. Ha sido nombrado principal director invitado de la Orquesta de Conciertos de la BBC en Londres con efecto desde septiembre de 2010. 
Aparece con regularidad como director invitado en los principales teatros de ópera como el Nuevo Teatro Nacional de Tokio, la Arena de Verona, Leipzig, Volksoper de Viena, Graz, Salzburgo, Óperas Estatales de Praga y Zagreb y con orquestas como la Orquesta Filarmónica de Londres, la Real Orquesta Filarmónica de Londresla Filarmónica de San Petersburgo, la Filarmónica de Tokio, la Orquesta Sinfónica de la Radio de Baviera, la Orquesta Sinfónica Siciliana en Palermo, la Sinfónica MDR, la Filarmónica de Dresde, la Sinfónica de Viena, la Orquesta Sinfónica de la Radio de Viena, la Orquesta Bruckner de Linz, la Orquesta del Mozarteum de Salzburgo, la Sinfónica Nacional Danesa de Copenhague, la Filarmónica de China y la Orquesta Filarmónica de Hong Kong. 
Johannes Wildner ha grabado una sesentena de cedés, deuvedés y vídeos, incluyendo versiones integrales de El murciélago de Johann Strauss, Così fan tutte de Mozart, grabaciones en vivo de Carmen y Las bodas de Fígaro, la Tercera y Novena Sinfonías de Bruckner y varios cedés de repertorio anteriormente desconocido por Zeisl, Marx y David. Uno de sus lanzamientos más recientes es las obras completas de Robert Schumann para piano y orquesta, con el pianista Lev Vinocour y la Orquesta Sinfónica de Viena.